# Didymodon subfontanus
Didymodon subfontanus är en bladmossart som beskrevs av Dixon in Sim 1926. Didymodon subfontanus ingår i släktet lansmossor, och familjen Pottiaceae. Inga underarter finns listade i Catalogue of Life.